# Ultraman Tiga
Ultraman Tiga (jap. ウルトラマンティガ Urutoraman Tiga) – japoński serial tokusatsu, dziesiąta odsłona Ultra Serii stworzona przez studio Tsuburaya Productions. Jednocześnie jest to pierwsza jej odsłona pochodząca z okresu Heisei. Emitowany był na kanale TBS od 7 sierpnia 1996 do 30 września 1997 roku, liczył 52 odcinki. Serial został wyprodukowany na 30-lecie Ultra Serii, niemal 15 lat po zakończeniu emisji Ultraman 80, jednak w przeciwieństwie do poprzednich części franczyzy toczy się w innym uniwersum. Tiga zyskał wielką popularność zarówno w Japonii, jak i za jej granicami (zwłaszcza w USA) i do dziś uważany jest za jedną z najlepszych części Ultramana.

## Fabuła
Akcja serialu toczy się w latach 2007-2010, w innym świecie niż seriale z okresu Showa. Na Ziemi panuje ogólny pokój i harmonia, ale planeta zostaje, zgodnie ze starożytnymi przepowiedniami, zaatakowana przez gigantyczne istoty pochodzące z kosmosu. Aby im się przeciwstawić powstaje organizacja TPC (Konsorcjum Pokoju Ziemskiego) oraz jej bojowa odnoga - GUTS. Pewnego dnia naukowcy odkrywają kapsułę z hologramem sprzed 30 milionów lat zawierającym przekaz o zbliżającym się kataklizmie. GUTS dowiaduje się o istnieniu prehistorycznej złotej piramidy, w której znajdują się trzy statuy gigantów, którzy walczyli z kosmitami. Dwie z nich zostają ostatecznie zniszczone przez atak potworów. Podczas bitwy z monstrami samolot pilotowany przez członka GUTS - Daigo Madokę - uległ awarii i zniszczeniu. Daigo jednak zostaje uratowany przez trzeciego giganta - Tigę - który łączy się z nim i pokonuje potwory. Następnie tajemniczy hologram wyjawia Daigo, że jest on potomkiem Tigi, i że jest jedyną nadzieją na powstrzymanie zła, które w przeszłości spowodowało upadek cywilizacji. 

## Obsada
- Daigo Madoka / Ultraman Tiga: Hiroshi Nagano
- Rena Yanase: Takami Yoshimoto
- Megumi Iruma, Yuzare: Mio Takaki
- Seiichi Munakata: Akitoshi Ōtaki
- Tetsuo Shinjō: Shigeki Kagemaru
- Masami Horii: Yukio Masuda
- Jun Yazumi: Yōichi Furuya
- Sōichirō Sawai: Tamio Kawachi
- Masayuki Nahara: Take Uketa
- Tetsuji Yoshioka: Ken Okabe
- Mayumi Shinjō: Kei Ishibashi
- Naban Yao: Ichirō Ogura
- Reiko Kashimura: Takako Kitagawa
- Yūji Tango: Yoichi Okamura